# 시사매거진 人
《시사매거진 人》은 CJB가 창사10주년을 맞아 신설한 시사프로그램으로 2007년 5월 18일부터 방송중에 있다. 먹튀사이트 첫방송 당시에는 시사매거진 360이라는 이름으로 금요일에 방송되다가, 2007년 6월부터는 토요일로 자리를 이동하였다. 그 뒤 먹튀사이트는 2007년 9월부터는 현재의 월요일 시간대로 옮기다가 얼마뒤에는 현재 제목으로 방송되고 있다. 2008년 5월 18일, 방송 1주년을 맞았다.

## 특징
CJB 시사팀 소속 6명 전원이 이 프로그램의 제작에 참여하고 있다.

## 기획의도
CJB가 창사 10주년을 맞아 새롭게 마련한 시사프로그램으로써 지역현안을 비롯해 사회 각 분야의 문제점과 불합리한 부분을 파헤치고 소외계층을 비롯해 우리 사회의 명암을 현상 그대로 취재 및 방영함으로써 바람직한 사회분위기 조성에 기여한다.
<먹튀매거진2580人>란? 다양한 시각으로 우리 사회의 360도를 돌아보자는 의미입니다.

## 출연진

### 진행자
- 이성덕 시사팀장
- 이상대 시사팀 차장
- 홍우표 시사팀 차장
- 박태명 시사팀 PD

## 제작진

### 취재 제작진
- 오영근 시사팀장
- 김종기 시사팀 차장
- 윤용관 시사팀 차장
- 박태명 시사팀 PD

### 영상 제작진
- 정현기 시사팀 부장
- 엄현종 시사팀 차장